# Phái phản động Quốc dân Đảng
Phái phản động Quốc dân Đảng (tiếng Trung: 国民党反动派; Hán-Việt: Quốc dân Đảng phản động phái; bính âm: Guómíndǎng fǎndòngpài) còn gọi là Chính phủ phái phản động Quốc dân Đảng (国民党反动派政府), Tập đoàn thống trị phản động Quốc dân Đảng (国民党反动统治集团), Phái ngoan cố Quốc dân Đảng (国民党顽固派), là từ miệt thị chính trị của Đảng Cộng sản Trung Quốc và Cộng hòa Nhân dân Trung Hoa đối với Chính phủ Trung Hoa Dân Quốc và Trung Quốc Quốc dân Đảng. Từ tháng 4 năm 1927 khi Tưởng Giới Thạch thành lập Chính phủ Quốc dân Nam Kinh cho đến năm 1949 khi Quân Giải phóng Nhân dân Trung Quốc chiếm được Nam Kinh trong chiến dịch vượt sông Trường Giang, thời kỳ này được Đảng Cộng sản Trung Quốc và Cộng hòa Nhân dân Trung Hoa gọi là "Hai mươi hai năm nền thống trị phản động của Quốc dân Đảng".

## Tổng quan
Bắt đầu từ thập niên 1910, từ "phản động" dần trở thành một thuật ngữ mang tính cách mạng ở Trung Quốc đại lục. Ngày 15 tháng 6 năm 1922, Ban Chấp hành Trung ương Đảng Cộng sản Trung Quốc đã ban hành "Chủ trương của Đảng Cộng sản Trung Quốc về tình hình hiện nay", lần đầu tiên sử dụng khái niệm "phản động" nhằm ám chỉ quân phiệt Bắc Dương Đoàn Kỳ Thụy và những "quân phiệt phản động" khác.:10—11 Lúc bắt đầu Quốc-Cộng hợp tác lần thứ nhất , Đảng Cộng sản Trung Quốc đã hình thành khái niệm phái tả và phái hữu Quốc dân Đảng. Ban đầu, Đảng Cộng sản Trung Quốc không coi phái hữu Quốc dân Đảng là phái phản động.:13
Tháng 8 năm 1925, Liêu Trọng Khải bị ám sát. Sự hiểu biết của Đảng Cộng sản Trung Quốc rằng phái hữu Quốc dân Đảng là "phái phản động" tiếp tục ngày càng sâu sắc. Tháng 4 năm 1927, sau khi Tưởng Giới Thạch phát động sự kiện ngày 12 tháng 4, Quốc dân Đảng và Đảng Cộng sản đã hoàn toàn chống lại nhau. Sau này, các tác giả của Cộng hòa Nhân dân Trung Hoa mô tả việc Tưởng Giới Thạch phát động Biến cố ngày 12 tháng 4 và thành lập Chính phủ Quốc dân riêng biệt ở Nam Kinh là "dấu hiệu cho thấy phái hữu Quốc dân Đảng đã trở thành phái phản động".
Tuy nhiên, vào thời điểm đó, "Tuyên bố của Đảng Cộng sản Trung Quốc về vụ Tưởng Giới Thạch thảm sát nhân dân cách mạng" do Ban Chấp hành Trung ương Đảng Cộng sản Trung Quốc ban hành đã phân biệt Tưởng Giới Thạch với Trung Quốc Quốc dân Đảng và chỉ có đặc điểm Tưởng Giới Thạch mới bị coi là "kẻ phản cách mạng". Sau vụ sáp nhập Ninh Hán diễn ra vào tháng 9, nhiều phe phái khác nhau của Quốc dân Đảng đã đoàn kết nhằm đả kích Đảng Cộng sản. Vào lúc này, Đảng Cộng sản Trung Quốc đã hoàn toàn coi Quốc dân Đảng và Chính phủ Quốc dân là phái phản cách mạng và phản động.:15

## Cách sử dụng
Ngoài thuật ngữ phái phản động Quốc dân Đảng, Đảng Cộng sản Trung Quốc và Cộng hòa Nhân dân Trung Hoa còn sử dụng các thuật ngữ tương tự như phái ngoan cố Quốc dân Đảng, chính phủ phái phản động Quốc dân Đảng,:159 chính phủ phản động Quốc dân Đảng, tập đoàn phản động Quốc dân Đảng, chính quyền phản động Quốc dân Đảng, v.v... để chỉ Chính phủ Trung Hoa Dân Quốc (Chính phủ Quốc dân) dưới sự lãnh đạo của Tưởng Giới Thạch và Trung Quốc Quốc dân Đảng, cũng như Quốc quân Trung Hoa Dân Quốc (Quốc dân Cách mạng Quân).:76—77 Để nêu bật "độc tài cá nhân" của Tưởng Giới Thạch, người ta gọi là chính quyền Tưởng Giới Thạch, băng đảng Tưởng Giới Thạch, tập đoàn Tưởng Giới Thạch, tập đoàn thống trị phản động Tưởng Giới Thạch, chính phủ độc tài Tưởng Giới Thạch, chính phủ bán nước Tưởng Giới Thạch, quân Tưởng, v.v... Lãnh đạo Đảng Cộng sản Trung Quốc Mao Trạch Đông thường sử dụng thuật ngữ phái ngoan cố Quốc dân Đảng trong các bài viết của mình trong thời kỳ kháng chiến chống Nhật.:78 Chính phủ Trung Hoa Dân Quốc sau khi dời sang Đài Loan năm 1949 vẫn còn bị Đảng Cộng sản Trung Quốc gọi là phái phản động Quốc dân Đảng.
Ý nghĩa của những từ như vậy cũng thay đổi do những người dùng khác nhau và những thời kỳ khác nhau. Trong nội chiến Quốc-Cộng lần thứ hai, phái phản động Quốc dân Đảng được phái Đảng Dân chủ ngoài Quốc dân Đảng và Đảng Cộng sản nhắc đến, tức những phần tử "ích kỷ, ngoan cố, phản động và phản dân chủ" bên trong Trung Quốc Quốc dân Đảng là "phe đương quyền" và "phe hiếu chiến" của Quốc dân Đảng. Nó không bao gồm Tưởng Giới Thạch, lãnh đạo Trung Quốc Quốc dân Đảng lúc bấy giờ. Sau đó phạm vi này được mở rộng. Từ các nhà lãnh đạo Trung Quốc Quốc dân Đảng cho đến các quan chức quan trọng của các cơ quan khác nhau của chính phủ Trung Hoa Dân Quốc do họ lãnh đạo, "từ các khía cạnh quân sự, chính trị đến kinh tế", họ đều thuộc phái phản động Quốc dân Đảng.:261—262

## Tuyên truyền
Trong lĩnh vực tuyên truyền chính trị của Cộng hòa Nhân dân Trung Hoa, có một quan niệm cố hữu cho rằng đảng, chính quyền và quân đội do Tưởng Giới Thạch lãnh đạo ngang hàng với phái phản động Quốc dân Đảng.:76:159 Người ta thường tin rằng Tưởng Giới Thạch và "phái phản động Quốc dân Đảng" đại diện cho lợi ích của giai cấp đại địa chủ và đại tư sản.:76 Một số học giả Cộng hòa Nhân dân Trung Hoa đồng ý gọi Quốc dân Đảng trong nội chiến Quốc-Cộng là "phái phản động Quốc dân Đảng", thế nhưng Chính phủ Quốc dân và Quốc dân Cách mạng Quân do Quốc dân Đảng lãnh đạo trong kháng chiến chống Nhật không nên bị gọi là "phái phản động Quốc dân Đảng".:76—77 Đối với Chính phủ Quốc dân trước khi dời sang Đài Loan năm 1949 và Chính phủ Trung Hoa Dân Quốc, thuật ngữ không mang nghĩa xúc phạm là Chính phủ Quốc dân Đảng. Khi chính phủ Cộng hòa Nhân dân Trung Hoa xử lý vấn đề Đài Loan, họ có thể gọi Tập đoàn Tưởng Giới Thạch và nhà đương cục Đài Loan là chính phủ Trung Hoa Dân Quốc.